# Leibo

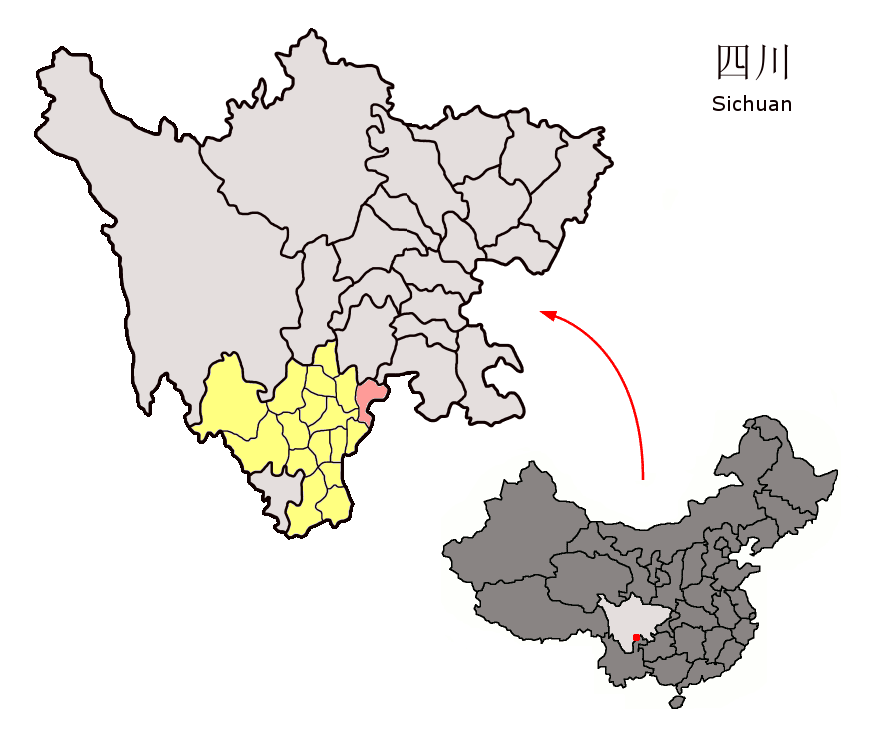
Lage des Kreises Leibo (rosa) in der Provinz Sichuan.

Der Kreis Leibo (chinesisch 雷波县, Pinyin Léibō Xiàn) ist ein Kreis im Nordosten des Autonomen Bezirks Liangshan der Yi im Süden der chinesischen Provinz Sichuan. Sein Hauptort ist die Großgemeinde Jincheng (chinesisch 锦城镇). Er hat eine Fläche von 2.578 km² und zählt 240.149 Einwohner (Stand: Zensus 2020).

## Administrative Gliederung
Auf Gemeindeebene setzt sich der Kreis aus vier Großgemeinden und fünfundvierzig Gemeinden zusammen. 